# Šubši-mašrâ-Šakkan
Šubši-mašrâ-šakkan (auch Šubši-mešrê-šakkan) war ein kassitischer Würdenträger während der Regierungszeit von Nazi-Maruttaš (ca. 1307–1282 v. Chr.). Ein Rationentext aus Nippur aus dem vierten Regierungsjahr von Nazimarutaš erwähnt Šubši-mašrâ-Šakkan, nach einem Text aus Ur aus dem 16. Regierungsjahr von Nazimurutaš war er "Statthalter des Landes"(lúGAR.KUR).
Die babylonische Dichtung Ludlul bēl nēmeqi ("Preisen will ich den Herrn der Weisheit") nennt Šubši-mašrâ-Šakkan als den Verfasser. Dieser schildert, wie er unschuldig zahlreichen Heimsuchungen wie Krankheit, Lähmung ("mein Haus war mein Gefängnis, mein Fleisch war wie eine Fessel, meine Arme waren nutzlos", I.97-98,10; "ein Dämon nutzt meinen Körper wie ein Gewand, I.71), Beschämung ("ich lag in meinem eigenen Ausscheidungen") und sozialer Ausgrenzung ("mein Sklave beleidigte mich vor der Versammlung, meine Sklavin verleumdete mich vor dem Pöbel", "meine Freunde mieden mich") ausgesetzt war, aber schließlich, an der Schwelle des Grabes ("mein Grab stand offen, meine Grabbeigaben lagen bereit", II.114) durch die Gnade Marduks errettet wurde. Es endet mit einem Hymnus auf den Stadtgott von Babylon.
Der Text nennt ebenfalls den Herrscher Nazi-Maruttaš (IV, 105). Die meisten überlieferten Versionen stammen aber, dem Schriftduktus nach, aus neubabylonischer Zeit.